# Avril 14th

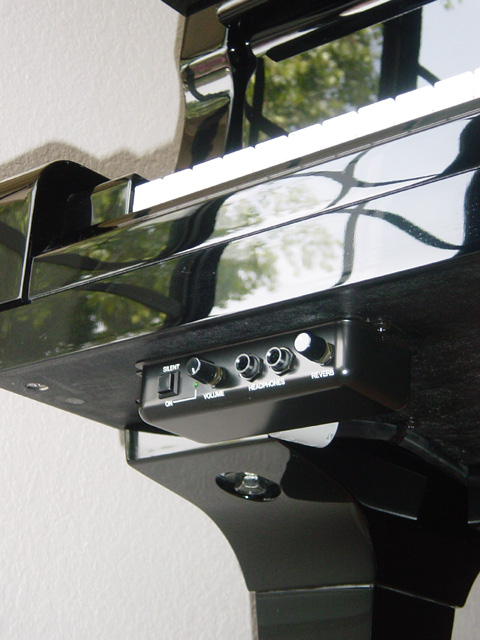
Фортепиано Disklavier

«Avril 14th» — инструментальная композиция электронного исполнителя Ричарда Д. Джеймса под псевдонимом Aphex Twin, выпущенная в альбоме Drukqs 2001 года.

## Композиция
В то время как большая часть музыки Джеймса электронная, «Avril 14th» записана на фортепиано. Некоторые критики сравнили его с работами Эрика Сати. Британский музыкальный журнал Fact описал песню как «хрупкий поплавок бабочки» из «фортепианного спокойствия».
«Avril 14th» была записана с использованием Disklavier, фортепиано с механизмом, который считывает данные MIDI и воспроизводит музыкальные композиции без участия человека в виде живого звука. На записи слышен щелчок механизма. По словам автора Fact Скотта Уилсона, «в результате получается нечто, что звучит по-человечески, но не совсем».

## Принятие
В обзоре Drukqs в 2001 году Pitchfork написал, что треки, в том числе «„Avril 14th“ … находятся в опасной близости от эстетики нью-эйдж Виндхэм-Хилл 80-х». Это удивило некоторых слушателей, ожидающих большего количества электронной работы, хотя в 2017 году Fact написал, что композиция является «идеальным воплощением Aphex и линии, которую он постоянно проходит между механическим и человеческим». По состоянию на апрель 2017 года «Avril 14th» транслировалась на Spotify 38 млн раз, что на 32 млн больше, чем сингл Aphex Twin 1999 года «Windowlicker». Согласно этому показателю это его самая известная композиция.

## Упоминания
«Avril 14th» была использована в фильмах, включая «Мария Антуанетта» (2006), «Четыре льва» (2010), и «Она» (2013). Для фильма «Четыре льва» Джеймс перезаписал трек с незначительным редактированием.
Рэпер Канье Уэст использовал элементы «Avril 14th» в своем треке 2010 года «Blame Game». По словам Джеймса, после того, как ему прислали раннюю версию «Blame Game» с сильно растянутым по времени семплом «Avril 14th», он предложил перезаписать фрагмент в другом темпе; Команда Уэста ответила: «Это не твое, это наше, и мы даже не спрашиваем тебя больше», и попытались не платить за его использование. В финальной «Blame Game» использовалась перезаписанная версия «Avril 14th», а не образец, и Джеймс получил упоминание в авторстве фрагмента.
24 января 2025 года авангардная артистка FKA twigs интерполировала «Avril 14th» в своём треке «Sticky» с альбома «Eusexua»

## Альтернативные версии
В декабре 2018 года Aphex Twin выпустил в своем интернет-магазине две альтернативные версии «Avril 14th» с подписью «перевернутая музыка, а не аудио» и «вдвое замедленная альтернативная версия». Третья версия была удалена из магазина.